# ابتسام مراعنة
ابتسام مراعنة منوحين, (بالعبرية: אִבְּתִיסָאם מראענה-מנוחין) ولدت في 14 أكتوبر عام 1975، هي مخرجة وكاتبة سيناريو ومنتجة تلفزيونية ووثائقية عربية فلسطينية، محاضرة في مجال السينما في قسم التصوير في أكاديمية بتسلئيل، أنتجت العديد من الافلام الوثائقية التي تناولت المجتمع العربي في اسرائيل، على خط التماس بين الهوية الفلسطينية والإسرائيلية، إضافة إلى طرق قضايا نسوية اجتماعية شائكة. 

## حياتها
ولدت في قرية الفريديس الساحلية، إلى الجنوب من مدينة حيفا، في عائلة مسلمة تقليدية، تخرجت من مدرسة السينما والتلفزيون في غيفعات حبيبا، وفي العام 2010 التحقت بأكاديمية  الفنون بتسيلئيل، لدراسة فنون الشاشة والتصوير، وفي العام 2016 بدات بتدريس الاخراج الوثائقي في كلية سابير في النقب. 
متزوجة من بوعز منوحين وهو يهودي إسرائيلي، وتعيش في يافا وام لطفلة.

## أفلامها
- سجل، أنا عربي (2014) قصة حياة الشاعر الوطني الفلسطيني محمود درويش. .
- 77 درجة (2010) - رحلة شخصية للمخرجة بعد ان تركت قريتها العربية وانتقلت إلى تل أبيب.
- ليدي كل العرب (2008) -  قصة أنجلينا فارس، عارضة ازياء درزية في مواجهة المجتمع المحافظ.
- غرفة في تل أبيب(2007) - ضمن سلسلة على القناة الثامنة، تتناول شخصيات ثقافية، قصة الشاعر راجي بطحيش.
- طالق بالثلاث (2007) -  قصة ومصير امرأة فلسطينية من قطاع غزة، يتم تزويجها لعربي بدوي من النقب في اسرائيل، تتعرض للترحيل والتنكيل وفقدان حضانة اطفالها.
- بدل (2006)- يعرض ظاهرة زواج البدل في المجتمع العربي.
- الجسر (2005) -  نظرة إلى حياة سكان قرية جسر الزرقاء، في ظروف قاسية من التمييز والحرمان. الفيلم يتابع نضال شابات من القرية في سبيل التغيير.
- الفريديس، الفردوس المفقود (2003) -  رحلة فحص تحولات الهوية من الفلسطينية إلى الإسرائيلية.
- تصبحون على وطن (1997). فيلم انهاء الدراسة.

## جوائز
- 2003 - جائز باكورة الأعمال في مهرجان docaviv السينمائي عن فيلم الفردوس المفقود.
- 2005 - جائزة السينما في مهرجان القدس الدولي.
- 2005 - الجائزة الأولى في مهرجان HotDocs في كندا على فيلم بدل[5]
- 2005 - جائزة «روح الحرية» في مهرجان القدس السينمائي عن فلم بدل
- 2007 - الجائزة الأولى في مهرجان docaviv عن فيلم طالق باثلاث.
- 2008 - ا جائزة أفضل مخرجة في مهرجان المرأة في نيودلهي.
- 2008 - جائزة خاصة من لجنة التحكيم في مهرجان ايدفا- أمستردام عن فيلم «ليدي كل العرب»
- 2014 - جائزة الجمهور في مهرجان docaviv. عن فيلم «سجل، أنا عربي»
- جائزة من محطة تلفزيون راي فيإيطاليا على فيلم بدل.
- جائزة عمدة مدينة اولوموتس في جمهورية التشيك عن فيلم بدل.
- جائزة كمن مهرجان بيارتس في فرنسا عن فلم «طالق بالثلاث»

## روابط خارجية
- ابتسام مراعنة على موقع IMDb (الإنجليزية)
- ابتسام مراعنة على موقع ألو سيني (الفرنسية)
- ابتسام مراعنة على موقع قاعدة بيانات الفيلم (الإنجليزية)
- ابتسام مراعنة على موقع كينوبويسك (الروسية)